# Magta-Lahjar (departement)
Magta-Lahjar är ett departement i Mauretanien.   Det ligger i regionen Brakna, i den sydvästra delen av landet, 300 km öster om huvudstaden Nouakchott.